# Wladimir Lwowitsch Kassatonow
Wladimir Lwowitsch Kassatonow (russisch Владимир Львович Касатонов; * 17. Juni 1962 in Moskau) ist ein Admiral der russischen Marine und seit 2019 stellvertretender Oberbefehlshaber der Marine.
Er stammt aus einer Familie mit militärischer Tradition und begann seine Laufbahn nach Studien in Leningrad und am Schwarzen Meer. Kassatonow diente auf dem Raketenkreuzer Kirow und nahm an Rettungseinsätzen für die K-219 (1986) und Komsomolets (1989) teil. Nach Kommandos auf mehreren Schiffen und weiteren Studien wurde er 2000 Kapitän des Schlachtkreuzers Pjotr Weliki, mit dem er beim Unglück der K-141 eine zentrale Rolle spielte. Es folgten Führungspositionen bei der Pazifikflotte und der Marineakademie. Für seinen Dienst wurde er vielfach ausgezeichnet, u. a. mit dem Orden für Militärische Verdienste und dem Marineverdienstorden.

## Familie und Berufseinstieg
Kassatonow wurde am 17. Juni 1962 in Moskau, Teil der Russischen SFSR in der Sowjetunion, geboren. Er stammte aus einer Militärfamilie mit starken Verbindungen zum Marinedienst. Sein Urgroßvater Afanasy Stepanovich war ein Unteroffizier, der während seines Dienstes im Ulanenregiment der Kaiserin Alexandra Fjodorowna den St.-Georgs-Orden erhielt. Afanasys Sohn und Großvater von Vladimir Lvovich, Wladimir Afanassjewitsch, diente in der sowjetischen Marine, stieg in den Rang eines Admirals der Flotte auf und wurde als Held der Sowjetunion ausgezeichnet. Der Sohn von Vladimir Afanasyevich und der Onkel von Vladimir Lvovich, Igor Wladimirowitsch, erreichte den Rang eines Admirals und befehligten die Schwarzmeerflotte, bevor er als erster stellvertretender Oberbefehlshaber der Marine diente.
Kassatonow trat 1977 in die Nakhimov Naval School in Leningrad ein und studierte dann ab 1979 an der PS Nakhimov Black Sea Higher Naval School, die er 1984 mit einer Goldmedaille abschloss. Sein aktiver Dienst begann bei der Nordflotte, bei der Raketenabteilung der Rüstungssektion des schweren Atomraketenkreuzers Kirov. In den nächsten drei Jahren erhielt seine Gruppe Bewertungen von 'ausgezeichnet'. Während seines Dienstes an Bord der Kirov im Jahr 1986 nahm Kassatonow an den Rettungsaktionen für die Besatzung des U-Bootes K-219 teil, das vor dem Untergang im Nordatlantik einen Brand erlitten hatte. Im September 1987 wurde er zum Kommandeur der Raketenabteilung der Kirov ernannt und im Februar 1988 wurde er in den Rang eines Kapitänleutnants befördert, eineinhalb Jahre vor dem Zeitplan. Im September 1988 wurde er zum stellvertretenden Kommandeur der Kirov ernannt und nahm im April 1989 an der Rettung der Besatzung des Atom-U-Bootes Komsomolets teil, das nach einem Brand an Bord in der Barentssee sank.

## Erste Befehle
Zwischen 1990 und 1991 diente er beim 5. Einsatzgeschwader im Mittelmeer und absolvierte im Juli 1991 die Höheren Spezialoffizierklassen und wurde zum Oberbefehlshaber des Zerstörers der Sovremenny-Klasse Gremyashchy ernannt. Im Mai 1993 machte er einen Hafenbesuch im Vereinigten Königreich an Bord der Gremyashchy und war ab April 1994 leitender Assistent des Kommandanten (Executive Officer) des Zerstörers Rastoropnyy und wurde im Dezember 1994 ihr Kommandant. Er trat im September 1997 in die Marineakademie ein, schloss sie im Juni 1999 mit Auszeichnung ab, und wurde zum Leiter der Mobilisierungsabteilung des Hauptquartiers der Nordflotte ernannt.

### Pjotr Weliki und Kursk
Von März 2000 bis Juli 2005 war Kassatonow Kapitän des Schlachtkreuzers Pjotr Weliki. Während der jährlichen Übungen der Nordflotte in der Barentssee im August 2000 erlitt das U-Boot der Oscar-II-Klasse K-141 Kursk einen tödlichen Unfall und sank. Die Übungen, die am 11. August begannen, waren die größten russischen Marineübungen seit der Auflösung der Sowjetunion im Jahr 1991. Mehr als dreißig Kriegsschiffe nahmen unter der Leitung des Kommandanten der Nordflotte, Admiral Vyacheslav Popov, mit der Pjotr Weliki als sein Flaggschiff teil.:5–6 Am Morgen des 12. August sollte die Kursk einen Attrappentorpedoangriff auf die Pjotr Weliki durchführen.:10 Während der Vorbereitungen für den Angriff erlitt die Kursk eine Explosion und ein Feuer in ihrem Torpedoraum, gefolgt von einer zweiten größeren Explosion, die sie versenkte. Die Rettungsaktionen begannen, koordiniert von Admiral Popov an Bord der Pjotr Weliki. Kassatonow und die Pjotr Weliki bewachten die Wrackstelle während der Rettungs- und Bergungsarbeiten bis Oktober 2000.:41

## Stabschef und Flaggenkommandos
Zwischen 2005 und 2006 war er Stabschef der 43. Raketenschiffsdivision der Nordflotte. Ab September 2006 besuchte er die Militärakademie des Generalstabs der Streitkräfte und wurde im August 2008 zum Kommandeur der 43. Raketenschiffsdivision der Nordflotte ernannt. Im Oktober 2008 führte er eine Abteilung von Kriegsschiffen der Nordflotte auf einer Kreuzfahrt vom Arktischen Ozean in den Atlantik, mit Hafenanläufen in Venezuela und dann in den Indischen Ozean und das Mittelmeer.
Im April 2010 wurde Kassatonow zum Kommandeur der Kola-Flottille ernannt. Im Sommer 2012 kommandierte er eine Abteilung von Schiffen der Nord-, Ostsee- und Schwarzmeerflotte, die im Mittelmeer operierte. Am 14. September 2012 wurde er zum Stabschef und ersten stellvertretenden Kommandeur der Pazifikflotte ernannt. Am 12. Juni 2013 wurde er zum Vizeadmiral befördert. Am 3. Oktober 2016 wurde er zum Leiter der Marineakademie ernannt und übernahm in einer Zeremonie, an der sein Vorgänger, Vizeadmiral Alexander Nossatow, und der Stabschef der Marine Andrei Wolozhinsky teilnahmen. Während der Zeremonie beschrieb Wolozhinsky Kasatonow als „einen wahren Profi mit einer brillanten Erfolgsbilanz, der viele Jahre dem Dienst in der Nord- und Pazifikflotte gewidmet hat“. Am 20. Dezember 2018 verteidigte Kasatonov erfolgreich seine Dissertation zur Verleihung des Doktorgrades der Militärwissenschaft. Bei der Verteidigung anwesend waren sein Onkel, Admiral Igor Kassatonow, und der Generaloberst (Marineflieger) Wladimir Deineka. Im Dezember 2019 wurde Kassatonow zum stellvertretenden Oberbefehlshaber der Marine ernannt.

## Auszeichnungen und Ehrungen
Im Laufe seiner Karriere wurde Kassatonow mit dem Militärverdienstorden, dem Marineverdienstorden und verschiedenen Medaillen der UdSSR, der Russischen Föderation und des Auslands ausgezeichnet. Im Jahr 2017 wurde ein Museum der Familie Kasatonow in Belenikhino, Bezirk Prochorovsky, in der Oblast Belgorod, der Heimat von Wladimir Lwowitschs Urgroßvater Afanasy Stepanowitsch, eröffnet. Von den fünf Räumen des Museums ist einer den drei Admiralen Kasatonov gewidmet: Wladimir Afanasyevich, Igor Wladimirowich und Wladimir Lwowich.